# Phylocentropus carolinus
Phylocentropus carolinus là một loài Trichoptera trong họ Dipseudopsidae. Chúng phân bố ở miền Tân bắc.